# Josep Maluquer i de Tirrell
Josep Maluquer i de Tirrell (Balaguer, Noguera, 17 d'agost de 1833 – Barcelona, 24 de juny de 1916) fou un advocat i polític català, diputat durant el sexenni democràtic i senador durant la restauració borbònica.

## Biografia
Era fill de Josep Maluquer i Montardit (alcalde de Barcelona el 1841-1843), germà d'Eduard Maluquer i de Tirrell i oncle valencià de Joan Maluquer i Viladot. Fou pare de Josep Maluquer i Salvador.
Estudià dret, fou fiscal de l'Audiència de Barcelona i dirigí la revista El Derecho (1866-69). Va escriure nombrosos tractats de dret i el 1868 fou secretari de l'Acadèmia de Jurisprudència i Legislació de Catalunya. Milità inicialment en el Partit Constitucional, amb el qual fou elegit diputat per Castellterçol a les eleccions generals espanyoles de 1871 i abril de 1872. El 1871 fou nomenat sotsecretari del Ministeri de Gràcia i Justícia i el 1871-1874 fou membre del Tribunal de Comptes.
Després de la restauració borbònica fou nomenat senador per la província de Lleida (1876-1880), senador vitalici pel Partit Liberal Fusionista (des de 1881) fiscal del Consell d'Estat (1881) i fiscal de l'Audiència de Barcelona. El 1888 fou també membre de la Diputació de Barcelona i el 1899 vocal de la Comissió de Reformes Socials. Com a senador, participà en els debats de la Constitució Espanyola de 1876, sobre la llei de la impremta i defensà el dret català. També fou president i membre de la Comissió Permanent a Madrid de l'Institut Agrícola Català de Sant Isidre i secretari de la secció barcelonina de la Societat Econòmica d'Amics del País. També va participar activament en la vida de Sant Joan Despí i fou president honorari de l'Ateneu de Sant Joan Despí.

## Obres
- Guía del Síndico en el orden judicial (1863)
- Recopilación de los artículos del Reglamento provisional para la administración de justicia de 26 de septiembre de 1835 en cuanto se refieren al procedimiento criminal ... (1867)
- Col·lecció dels discursos pronunciats ... (1891)